# Moyopampa
Moyopampa es una localidad peruana ubicada en la región Lima, provincia de Lima, distrito de Lurigancho-Chosica. Entre los sitios de interés de esta localidad se encuentra la Central Hidroeléctrica Moyopampa.
Para llegar se toma la carretera Central, hasta unos 3 minutos más allá del parque Echenique.

## Clima
| Parámetros climáticos promedio de Moyopampa | Parámetros climáticos promedio de Moyopampa | Parámetros climáticos promedio de Moyopampa | Parámetros climáticos promedio de Moyopampa | Parámetros climáticos promedio de Moyopampa | Parámetros climáticos promedio de Moyopampa | Parámetros climáticos promedio de Moyopampa | Parámetros climáticos promedio de Moyopampa | Parámetros climáticos promedio de Moyopampa | Parámetros climáticos promedio de Moyopampa | Parámetros climáticos promedio de Moyopampa | Parámetros climáticos promedio de Moyopampa | Parámetros climáticos promedio de Moyopampa | Parámetros climáticos promedio de Moyopampa |
| Mes                                         | Ene.                                        | Feb.                                        | Mar.                                        | Abr.                                        | May.                                        | Jun.                                        | Jul.                                        | Ago.                                        | Sep.                                        | Oct.                                        | Nov.                                        | Dic.                                        | Anual                                       |
| ------------------------------------------- | ------------------------------------------- | ------------------------------------------- | ------------------------------------------- | ------------------------------------------- | ------------------------------------------- | ------------------------------------------- | ------------------------------------------- | ------------------------------------------- | ------------------------------------------- | ------------------------------------------- | ------------------------------------------- | ------------------------------------------- | ------------------------------------------- |
| [cita requerida]                            |                                             |                                             |                                             |                                             |                                             |                                             |                                             |                                             |                                             |                                             |                                             |                                             |                                             |